# Владимир Красное Солнышко
Влади́мир Кра́сно(е) Со́лнышко — персонаж русского былинного эпоса, князь киевский. Былинный князь Владимир не служит отражением исторической личности Владимира Святославича, а является собирательным образом.
Былинного князя сказители XVII — начала XX веков почти никогда не называли «Владимир Святославич» — отчество либо опускалось, либо имело форму «Всеславич» (иногда — «Сеславич»). Вариант с отчеством присутствует повсеместно в коллекции старейших записей XVII—XVIII веков (в частности, в сборнике Кирши Данилова).

## В фольклоре
Князь Владимир — одна из ключевых фигур былин киевского цикла, объединяющая многих русских богатырей. Он их глава, но сам не может называться богатырём. Жена Владимира — Евпраксия (Апраксия, Апракса). Рассматривается как народное отражение нескольких исторических личностей или как на мифическое лицо, олицетворение известного рода явлений природы (Солнце — Дажьбог). Он любит во всех опасностях пользоваться услугами богатырей, угощая их за это, но вместе с тем не желая рисковать собственною жизнью, а подчас и поступая с богатырями несправедливо. По взгляду Ореста Миллера, хорошие и дурные качества былинного Владимира могли создаться под различными влияниями. Известно, например, что тяжёлым трудом народ считает только труд физический, которого не несут государи. И солнце медленно движется по небу, оно покоится в бездействии и без всяких усилий со своей стороны ниспосылает на землю свои лучи; оно бывает иногда жгучим, злобным. Отсюда, быть может, некоторые черты в лице былинного Владимира, дополненные отражением древнего исторического деспотизма времён патриархальных, или влиянием византийских взглядов на неограниченную верховную власть, или воспоминаниями эпохи Ивана Грозного.
Владимир, кроме былин, является ещё главным действующим лицом в стихе о Голубиной книге; он носит там имена: Володарь, Володимер, Володимир Сыславич, Володумор; заменяет он также Волота или Волотомана «Иерусалимской беседы» или «Повести града Иерусалима», где имя Владимир, более популярное и любимое народом, вытеснило собою более древнее «Волот» или «Волотоман».
Парные образы Владимира (в крещении — Василия) и его матери Малуши представлены в украинских святочных фольклорных фигурах Василия и Маланки (Меланки, Миланки). В церковном календаре день св. Мелании завершает годовой круг, день св. Василия его начинает. Это календарное обстоятельство сблизило в народном воображении святого Василия Великого и преподобную Меланию, превратив их в стойкую фольклорную пару, сохранив не только упоминания о реальных исторических персонажах (Владимире и Малуше), но и целый ряд деталей, которые отражают правовые нормы X века и характеризуют тогдашний быт.

## На экране

### В кино
- «Илья Муромец» (1956; СССР), режиссёр — Александр Птушко, в роли Владимира — Андрей Абрикосов.
- «Руслан и Людмила» (1972; СССР), режиссёр — Александр Птушко, в роли Владимира — Андрей Абрикосов.

### В мультфильмах
- «Василиса Микулишна» (1975; СССР), режиссёр — Роман Давыдов, Владимира озвучил Владимир Басов.
- «Князь Владимир» (2006; Россия), режиссёр — Юрий Кулаков, Владимира озвучивал Сергей Безруков. Мультфильм рассказывает романтизированную версию биографии исторического Владимира Святославича.
- Серия мультфильмов «Три богатыря»: имя князя намеренно не называется, однако он сосуществует с теми же персонажами, что былинный Владимир. Во всех мультфильмах князя озвучил Сергей Маковецкий.